# Фрегати типу «Рівер»
Фрегати типу «Рівер» (англ. River-class frigate) — клас військових кораблів з 151 фрегата, що випускалися британськими суднобудівельними компаніями з 1941 по 1944 роки. Фрегати цього типу перебували переважно на озброєнні ескортних протичовнових сил Королівських військово-морських флотів Великої Британії та Канади, а також у незначній кількості у Королівських ВМС Австралії, Нідерландів, і Вільної Франції й Південної Африки, та активно діяли в ході бойових дій Другої світової війни.
У 1940 році Королівський флот зробив перші замовлення на кораблі цього типу, які отримали назву за річками Великої Британії, давши назву всьому класу. Загалом планувалося придбати 30 кораблів цього типу. У Канаді вони отримали назву на честь міст та містечок. Спочатку ці військові кораблі кваліфікували як «двогвинтові корвети», назва «фрегат» була запропонована пізніше командувачем Королівського флоту Канади віцеадміралом Персі Неллесом. Загалом Канада побудувала 70 фрегатів, у тому числі десять для Королівського флоту, з яких два були передані до складу ВМС США. 12 були побудовані в Австралії для Королівського флоту Австралії (чотири належали до модифікованого проєкту).
Після Другої світової війни більшість кораблів типу «Рівер» знайшли роботу в інших флотах світу; кілька кораблів канадської будові були потоплені як хвилерізи. Один, «Штормон», був придбаний Аристотелем Онассісом і перероблений на розкішну яхту Christina O.

## Проєкт
Кораблі типу «Рівер» були спроєктовані морським інженером Вільямом Рідом з компанії Smith's Dock Company. Дизайн фрегатів базувався на конструкції шлюпів класу «Блек Свон», зберігаючи їхню витривалість та протичовнові можливості, водночас будучи швидшими та дешевшими у виробництві.

## Фрегати типу «Рівер»
Позначення

### Група I (Велика Британія)
| №  | Корабель      | Виготовлювач                                                           | Номер вимпелу | На честь          | Закладено        | Спущено           | У строю           | Статус |
| -- | ------------- | ---------------------------------------------------------------------- | ------------- | ----------------- | ---------------- | ----------------- | ----------------- | --- |
| 1  | «Балліндеррі» | Blyth Shipbuilding Company, Блайт/Hawthorn Leslie and Company, Геббурн | K255          | річка Балліндеррі | 6 листопада 1941 | 7 грудня 1942     | 2 вересня 1943    | 1947 році виведений до резерву; 1961 році списаний на брухт |
| 2  | «Банн»        | Charles Hill & Sons, Бристоль                                          | K256          | річка Банн        | 18 червня 1942   | 29 грудня 1942    | 7 травня 1943     | 3 грудня 1945 року переданий до ВМС Британської Індії, перейменований на HMIS Tir; 1977 році списаний на брухт                                                                                                 |
| 3  | «Челмер»      | George Brown & Co., Грінок                                             | K221          | річка Челмер      | 29 грудня 1941   | 27 березня 1943   | 29 вересня 1943   | у серпні 1957 року списаний на брухт |
| 4  | «Дарт»        | Blyth Shipbuilding Company, Блайт                                      | K21           | річка Дарт        | 8 вересня 1941   | 10 жовтня 1942    | 15 травня 1943    | у листопаді 1956 року проданий на брухт |
| 5  | «Дерг»        | Henry Robb Ltd., Літ                                                   | K257          | річка Дарт        | 16 квітня 1942   | 7 січня 1943      | 10 червня 1943    | 1951 році переведений до Резерву Флоту, як навчальний корабель «Вессекс», пізніше «Камбрія»; у вересні 1960 року розібраний на брухт у Ньюпорті                                                                |
| 6  | «Еттрік»      | John Crown & Sons, Сандерленд                                          | K254          | річка Еттрік      | 31 грудня 1941   | 5 лютого 1943     | 11 липня 1943     | 29 січня 1944 року переданий до Королівського флоту Канади; 30 травня 1945 року повернутий до флот Британії. У червні 1953 року списаний на брухт                                                              |
| 7  | «Екс»         | Fleming & Ferguson Ltd., Пейслі                                        | K92           | річка Екс         | 16 травня 1941   | 19 березня 1942   | 6 серпня 1942     | 1946 році виведений до Резерву флоту; 20 вересня 1956 року проданий на брухт у Престоні |
| 8  | «Ітчен»       | Fleming & Ferguson Ltd., Пейслі                                        | K227          | річка Ітчен       | 14 липня 1941    | 29 липня 1942     | 28 грудня 1942    | 23 вересня 1943 року потоплений німецьким підводним човном U-666 під час супроводження конвою ONS 18/ON 202 |
| 9  | «Джед»        | Charles Hill & Sons, Бристоль                                          | K235          | річка Джед        | 27 вересня 1941  | 30 липня 1942     | 30 листопада 1942 | 1946 році виведений до Резерву флоту; 25 травня 1957 року проданий на брухт у Мілфорд-Гейвені |
| 10 | «Кейл»        | A. & J. Inglis Ltd., Бристоль                                          | K241          | річка Кейл        | 22 вересня 1941  | 24 червня 1942    | 4 грудня 1942     | у листопаді 1956 року проданий на брухт у Ньюпорті |
| 11 | «Несс»        | Henry Robb Ltd., Літ                                                   | K219          | річка Несс        | 3 вересня 1941   | 30 липня 1942     | 22 грудня 1942    | у вересні 1956 року проданий на брухт |
| 12 | «Ніт»         | Henry Robb Ltd., Літ                                                   | K215          | річка Ніт         | 5 вересня 1941   | 25 вересня 1942   | 16 лютого 1943    | у листопаді 1948 року переданий до Єгипту, отримав назву «Доміат». 31 жовтня 1956 року потоплений легким крейсером «Ньюфаундленд» у ході Суецької кризи                                                        |
| 13 | «Ріббл»       | W. Simons & Co., Ренфрю                                                | K251          | річка Ріббл       | 29 грудня 1942   | 23 квітня 1943    |                   | на етапі будівництва переданий Королівським ВМС Нідерландів, де отримав назву HNLMS Johan Maurits van Nassau                                                                                                   |
| 14 | «Ротер»       | Smiths Dock Co., Саут-Бенк                                             | K224          | річка Ротер       | 26 червня 1941   | 20 листопада 1941 | 3 квітня 1942     | 22 квітня 1955 року розібраний на брухт |
| 15 | «Спей»        | Smiths Dock Co., Саут-Бенк                                             | K246          | річка Спей        | 18 липня 1941    | 18 грудня 1941    | 19 травня 1942    | у листопаді 1948 року переданий до ВМС Єгипту, отримав назву «Рашид» |
| 16 | «Свель»       | Smiths Dock Co., Саут-Бенк                                             | K217          | річка Свель       | 19 серпня 1941   | 16 січня 1942     | 24 червня 1942    | 26 липня 1945 року переданий до ВМС Південної Африки, отримав назву HMSAS Swale. У січні 1946 року повернутий до Королівського флоту Великої Британії. 26 лютого 1955 року списаний на брухт                   |
| 17 | «Тей»         | Smiths Dock Co., Саут-Бенк                                             | K232          | річка Тей         | 10 вересня 1941  | 18 березня 1942   | 5 серпня 1942     | 28 вересня 1956 року списаний на брухт |
| 18 | «Тест»        | Hall, Russell & Company, Абердин                                       | K239          | річка Тест        | 15 серпня 1941   | 30 травня 1942    | 12 жовтня 1942    | 1946 році переданий до ВМС Індії, отримав назву HMIS Neza. У квітні 1947 року повернутий до Королівського флоту Великої Британії. 26 лютого 1955 року списаний на брухт                                        |
| 19 | «Тівіот»      | Hall, Russell & Company, Абердин                                       | K222          | річка Тівіот      | 4 жовтня 1941    | 12 жовтня 1942    | 30 січня 1943     | 10 червня 1945 року переданий до ВМС Південної Африки, отримав назву HMSAS Teviot. У січні 1946 року повернутий до Королівського флоту Великої Британії. 29 березня 1955 року списаний на брухт                |
| 20 | «Трент»       | Charles Hill & Sons, Бристоль                                          | K243          | річка Трент       | 31 січня 1942    | 10 жовтня 1942    | 27 лютого 1943    | у квітні 1946 року переданий до ВМС Індії, отримав назву «Кукрі». 9 грудня 1971 року потоплений торпедною атакою пакистанського підводного човна «Гангор» типу «Дафне» в ході Третьої індо-пакистанської війни |
| 21 | «Твід»        | A. & J. Inglis Ltd., Глазго                                            | K250          | річка Твід        | 31 грудня 1941   | 24 листопада 1942 | 28 квітня 1943    | 7 січня 1944 року потоплений південно-західніше Ірландії торпедною атакою німецького ПЧ U-305 |
| 22 | «Вейвені»     | Smiths Dock Co., Саут-Бенк                                             | K248          | річка Вейвені     | 8 жовтня 1941    | 30 квітня 1942    | 16 вересня 1942   | у грудні 1957 року розібраний на брухт |
| 23 | «Вір»         | Smiths Dock Co., Саут-Бенк                                             | K230          | річка Вір         | 16 жовтня 1941   | 1 червня 1942     | 24 жовтня 1942    | 29 грудня 1957 року розібраний на брухт |

### Група II (Велика Британія)
| №  | Корабель    | Виготовлювач                      | Номер вимпелу | На честь        | Закладено         | Спущено           | У строю                              | Статус |
| -- | ----------- | --------------------------------- | ------------- | --------------- | ----------------- | ----------------- | ------------------------------------ | --- |
| 1  | «Ейдур»     | Canadian Vickers Ltd., Монреаль   | K296          | річка Ейдур     | 10 березня 1942   | 22 серпня 1942    | 1 грудня 1942                        | на етапі будівництва переданий ВМС США, де отримав назву USS Asheville (PF-1), на честь міста Ешвілл. 25 лютого 1946 року списаний та проданий ВМС Аргентини, як Hercules, згодом Juan B. Azopardo. 1973 році розібраний на брухт                                                                           |
| 2  | «Ері»       | Fleming & Ferguson Ltd., Пейслі   | K262          | річка Ері       | 12 червня 1942    | 22 квітня 1943    | 28 липня 1943                        | 1946 році переданий ВМС Індії, як HMIS Tamar, пізніше перейменований на HMIS Aire; у грудні 1946 року сів на мілину Бомбей Ріф (Парасельські острови) у Східнокитайському морі |
| 3  | «Аннан»     | Canadian Vickers Ltd., Монреаль   | K297          | річка Аннан     | 16 березня 1942   | 12 вересня 1942   | 16 грудня 1942                       | на етапі будівництва переданий Королівському ВМФ Канади, де отримав назву HMCS Annan. 1942 році переданий ВМС США як USS Natchez (PG-102). 1947 році переданий ВМС Домініканської Республіки, як Juan Pablo Duarte.                                                                                         |
| 4  | «Аннан» (2) | Hall, Russell & Company, Абердин  | K404          | річка Аннан     | 10 червня 1943    | 29 грудня 1943    | 13 січня 1944                        | на етапі будівництва переданий Королівському ВМФ Канади, де отримав назву HMCS Annan. 20 червня 1945 року повернутий Британії. 27 листопада 1945 року переданий ВМС Данії як HDMS Niels Ebbesen |
| 5  | «Ейвон»     | Charles Hill & Sons, Бристоль     | K97           | річка Ейвон     | 8 січня 1943      | 19 червня 1943    | 18 вересня 1943                      | 1949 році переданий ВМС Португалії як NRP Nuno Tristão. 1972 році розібраний на брухт |
| 6  | «Ейв»       | Fleming & Ferguson Ltd., Пейслі   | K526          | річка Ейв       | 27 травня 1943    | 28 грудня 1943    | 21 квітня 1944                       | 1949 році переданий ВМС Португалії як NRP Diogo Gomes. 1972 році розібраний на брухт |
| 7  | «Барл»      | Canadian Vickers Ltd., Монреаль   | K298          | річка Барл      | 29 квітня 1942    | 26 вересня 1942   | 30 квітня 1943                       | будувався на замовлення ВМС США як PG-103, потім переданий по ленд-лізу Королівському флоту Великої Британії. 27 лютого 1946 року повернутий ВМС США |
| 8  | «Брейд»     | W. Simons & Co., Ренфрю           | K263          | річка Брейд     | 1 грудня 1942     | 30 листопада 1943 | 21 січня 1944                        | 21 січня 1944 року переданий флоту Вільної Франції, як L'Aventure (K263) |
| 9  | «Кем»       | George Brown & Co., Грінок        | K263          | річка Кем       | 30 червня 1942    | 31 липня 1943     | 31 січня 1944                        | 18 липня 1944 року зазнав серйозних пошкоджень унаслідок атаки глибинними бомбами U-Boot поблизу мису святої Катерини. У липні 1945 року списаний у Сандерленді |
| 10 | «Кукмере»   | Canadian Vickers Ltd., Монреаль   | K299          | річка Кукмере   | 11 травня 1942    | 24 жовтня 1942    | 14 травня 1943                       | будувався на замовлення ВМС США як PG-104, потім переданий по ленд-лізу Королівському флоту Великої Британії. 11 грудня 1943 року торпедований U-223 біля берегів Алжиру, визнаний тотально зруйнованим та після повернення США 6 листопада 1946 року списаний.                                             |
| 11 | «Деверон»   | Smiths Dock Co., Саут-Бенк        | K265          | річка Деверон   | 16 квітня 1942    | 12 жовтня 1942    | 2 березня 1943                       | 1945 році переданий ВМС Індії, як Dhanush. 1947 році переданий до ВМС Пакистану, як PNS Zulfiqar (K265). 6 грудня 1971 року тотально зруйнований унаслідок «дружнього вогню» винищувачів F-86 «Сейбр» пакистанських Повітряних сил під час проведення операції «Трайдент» у Третій індо-пакистанській війні |
| 12 | «Деві»      | Fleming & Ferguson Ltd., Пейслі   | K523          | річка Деві      | 23 березня 1943   | 14 жовтня 1943    | 25 лютого 1944                       | 2 листопада 1955 року розібраний на брухт |
| 13 | «Івенлоуд»  | Canadian Vickers Ltd., Монреаль   | K300          | річка Івенлоуд  | 28 травня 1942    | 9 листопада 1942  | 4 червня 1943                        | будувався на замовлення ВМС США як USS Danville (PG-105), потім переданий по ленд-лізу Королівському флоту Великої Британії. 5 березня 1946 року повернутий США |
| 14 | «Фел»       | Smiths Dock Co., Саут-Бенк        | K266          | річка Фел       | 20 травня 1942    | 9 листопада 1942  | 2 липня 1943                         | 25 травня 1947 року позичений ВМС Бірми, як UBS Mayu |
| 15 | «Файндгорн» | Canadian Vickers Ltd., Монреаль   | K301          | річка Файндгорн | 25 серпня 1942    | 5 грудня 1942     | 25 червня 1943                       | будувався на замовлення ВМС США як PG-106, потім переданий по ленд-лізу Королівському флоту Великої Британії. 20 березня 1946 року повернутий США |
| 16 | «Фрум»      | Blyth Shipbuilding Company, Блайт | K267          | річка Фрум      | 30 травня 1942    | 1 червня 1943     | 3 березня 1944                       | 3 березня 1944 року переданий флоту Вільної Франції, як L'Escarmouche (K267). 1960 році списаний на брухт |
| 17 | «Гленарм»   | Henry Robb Ltd., Літ              | K258          | річка Гленарм   | 8 березня 1943    | 30 липня 1943     | 25 вересня 1944                      | 25 вересня 1944 року переданий флоту Вільної Франції, як Croix de Lorraine (K258) |
| 18 | «Галладейл» | A. & J. Inglis Ltd., Глазго       | K417          | річка Галладейл | 25 червня 1943    | 28 січня 1944     | 11 травня 1944                       | 1 квітня 1949 року проданий Townsend Brothers, як пором Halladale, 1962 році перейменований на Norden, потім на Turist Expressen |
| 19 | «Гелфорд»   | Hall, Russell & Company, Абердин  | K252          | річка Гелфорд   | 27 червня 1942    | 6 лютого 1943     | 26 червня 1943                       | 29 червня 1956 року розібраний на брухт |
| 20 | «Гелмсдейл» | A. & J. Inglis Ltd., Глазго       | K253          | річка Гелмсдейл | 13 серпня 1942    | 5 червня 1943     | 15 жовтня 1943                       | 14 листопада 1957 року розібраний на брухт |
| 21 | «Інвер»     | Smiths Dock Co., Саут-Бенк        | K302          | річка Інвер     | 14 вересня 1942   | 12 грудня 1942    | 19 липня 1943                        | будувався на замовлення ВМС США як PG-107, потім переданий по ленд-лізу Королівському флоту Великої Британії. 4 березня 1946 року повернутий США |
| 22 | «Леган»     | Canadian Vickers Ltd., Монреаль   | K302          | річка Леган     | 14 вересня 1942   | 12 грудня 1942    | 19 липня 1943                        | 20 вересня 1943 року серйозно пошкоджений унаслідок торпедної атаки U-270 при супроводженні конвою ON 202. Визнаний тотально зруйнованим та 21 травня 1946 року розібраний на брухт |
| 23 | «Лохі»      | Hall, Russell & Company, Абердин  | K365          | річка Лохі      | 23 лютого 1943    | 30 жовтня 1943    | 8 лютого 1944                        | 29 червня 1956 року розібраний на брухт у Труні |
| 24 | «Лоссі»     | Canadian Vickers Ltd., Монреаль   | K303          | річка Лоссі     | 2 жовтня 1942     | 30 квітня 1943    | 14 серпня 1943                       | будувався на замовлення ВМС США як PG-108, потім переданий по ленд-лізу Королівському флоту Великої Британії. 26 січня 1946 року повернутий США |
| 25 | «Меон»      | A. & J. Inglis Ltd., Глазго       | K269          | річка Міон      | 31 грудня 1942    | 4 серпня 1943     | 7 лютого 1944                        | на етапі будівництва переданий до складу Королівського флоту Канади, як HMCS Meon. 23 квітня 1945 року повернутий до Великої Британії; 14 травня 1966 року списаний на брухт |
| 26 | «Монноу»    | Charles Hill & Sons, Бристоль     | K441          | річка Монноу    | 28 вересня 1943   | 4 грудня 1943     | 11 травня 1944                       | 3 серпня 1944 року переданий до складу Королівського флоту Канади, як HMCS Monnow. 11 червня 1945 року повернутий Великій Британії. 1945 році переданий Данії, як HDMS Holger Danske |
| 27 | «Моурн»     | Smiths Dock Co., Саут-Бенк        | K261          | річка Моурн     | 21 березня 1942   | 24 вересня 1942   | 30 квітня 1943                       | 15 червня 1944 року потоплений торпедами U-767 у протоці Ла-Манш |
| 28 | «Мойола»    | Smiths Dock Co., Саут-Бенк        | K260          | річка Мойола    | 9 лютого 1942     | 27 серпня 1942    | 15 січня 1943                        | 15 жовтня 1944 року переданий до ВМС Вільної Франції, як Tonkinois (K260) |
| 29 | «Наддер»    | Smiths Dock Co., Саут-Бенк        | K392          | річка Наддер    | 11 березня 1943   | 15 вересня 1943   | 20 січня 1944                        | 1945 році переданий ВМС Індії, як HMIS Shamsher (K392) |
| 30 | «Нін»       | Smiths Dock Co., Саут-Бенк        | K270          | річка Нін       | 20 червня 1942    | 9 грудня 1942     | 8 квітня 1943                        | 4 червня 1944 року переданий канадському флоту. 11 червня 1945 року повернувся до Королівського ВМФ Великої Британії. У серпні 1955 року списаний на брухт |
| 31 | «Одзані»    | Smiths Dock Co., Саут-Бенк        | K356          | річка Одзані    | 18 листопада 1942 | 19 травня 1943    | 2 вересня 1943                       | У червні 1957 року списаний на брухт |
| 32 | «Паррет»    | Canadian Vickers Ltd., Монреаль   | K304          | річка Паррет    | 6 листопада 1942  | 30 травня 1943    | 31 серпня 1943                       | будувався на замовлення ВМС США як PG-109, потім переданий по ленд-лізу Королівському флоту Великої Британії. 5 лютого 1946 року повернутий США |
| 33 | «Плим»      | Smiths Dock Co., Саут-Бенк        | K271          | річка Плим      | 1 серпня 1942     | 4 лютого 1943     | 16 травня 1943                       | 2 жовтня 1952 року знищений біля островів Монтебелло, Західна Австралія при проведенні британських ядерних випробувань — операції «Харрікейн» |
| 34 | «Ріббл»     | Blyth Shipbuilding Company, Блайт | K525          | річка Ріббл     | 31 грудня 1942    | 10 листопада 1943 | 24 липня 1944                        | 24 липня 1944 року переданий канадському флоту. 11 червня 1945 року повернувся до Королівського ВМФ Великої Британії. 9 липня 1957 року списаний на брухт |
| 35 | «Шієль»     | Canadian Vickers Ltd., Монреаль   | K305          | річка Шієль     | 19 листопада 1942 | 26 травня 1943    | 30 вересня 1943                      | будувався на замовлення ВМС США як PG-110, потім переданий по ленд-лізу Королівському флоту Великої Британії. 4 березня 1946 року повернутий США як USS Shiel (PG-110) |
| 36 | «Тафф»      | Charles Hill & Sons, Бристоль     | K637          | річка Тафф      | 14 травня 1943    | 11 вересня 1943   | 7 січня 1944                         | у червні 1957 року списаний на брухт |
| 37 | «Тейві»     | Charles Hill & Sons, Бристоль     | K272          | річка Тейві     | 17 жовтня 1942    | 3 квітня 1943     | 3 липня 1943                         | 28 вересня 1956 року списаний на брухт |
| 38 | «Тис»       | Hall, Russell & Company, Абердин  | K293          | річка Тис       | 21 жовтня 1942    | 20 травня 1943    | 28 серпня 1943                       | 16 липня 1956 року списаний на брухт |
| 39 | «Тім»       | Smiths Dock Co., Саут-Бенк        | K458          | річка Тім       | 25 травня 1943    | 11 листопада 1943 | 16 липня 1956 року списаний на брухт | 28 лютого 1944 року на етапі будівництва переданий Королівському ВМФ Канади, де отримав назву HMCS Teme. 29 березня 1945 року торпедований біля Лендс-Енд німецьким ПЧ U-315; визнаний тотально зруйнованим. 4 травня 1945 року повернутий до Великої Британії, 8 грудня 1945 року проданий на брухт        |
| 40 | «Торрідж»   | Blyth Shipbuilding Company, Блайт | K292          | річка Торрідж   | 17 жовтня 1942    | 16 серпня 1943    | 6 червня 1944                        | 6 червня 1944 року переданий флоту Вільної Франції, як La Surprise (K292). 1964 році проданий ВМС Марокко, де перейменований на королівську яхту Al Maouna |
| 41 | «Тові»      | Smiths Dock Co., Саут-Бенк        | K294          | річка Тові      | 3 вересня 1942    | 4 березня 1943    | 10 червня 1943                       | 27 липня 1956 року списаний на брухт |
| 42 | «Аск»       | Smiths Dock Co., Саут-Бенк        | K295          | річка Аск       | 6 жовтня 1942     | 3 квітня 1943     | 14 липня 1943                        | 1948 році проданий до ВМС Єгипту, як Abikir. 1956 році затоплений як блокшив під час Суецької кризи. 1957 році списаний та розібраний на брухт |
| 43 | «Віндраш»   | Henry Robb Ltd., Літ              | K370          | річка Віндраш   | 18 листопада 1942 | 18 червня 1943    | 3 листопада 1943                     | у лютому 1944 року переданий ВМС Вільної Франції, як Découverte (K370). 1959 році списаний, використовується як навчальне пожежне судно поблизу Керкевіля |
| 44 | «Вай»       | Henry Robb Ltd., Літ              | K371          | річка Вай       | 18 листопада 1942 | 16 серпня 1943    | 9 лютого 1944                        | 22 лютого 1955 року списаний на брухт |

### Група I (Австралія)
| № | Корабель     | Виготовлювач                                 | Номер вимпелу | На честь         | Закладено       | Спущено         | У строю           | Статус |
| - | ------------ | -------------------------------------------- | ------------- | ---------------- | --------------- | --------------- | ----------------- | --- |
| 1 | «Барку»      | Cockatoo Docks & Engineering Company, Сідней | K375          | річка Барку      | 21 жовтня 1942  | 26 серпня 1943  | 17 січня 1944     | 15 лютого 1972 року проданий на брухт у Ванкувер                                                                           |
| 2 | «Барвон»     | Cockatoo Docks & Engineering Company, Сідней | K406          | річка Барвон     | 31 травня 1943  | 3 серпня 1944   | 10 грудня 1945    | 31 березня 1947 року списаний та 17 серпня 1962 року розібраний на брухт                                                   |
| 3 | «Бердекін»   | Walkers Ltd., Меріборо                       | K376          | річка Бердекін   |                 | 30 червня 1943  | 27 червня 1944    | 9 листопада 1962 року списаний. 21 вересня 1961 року проданий у Гонконг                                                    |
| 4 | «Даямантіна» | Walkers Ltd., Меріборо                       | K377          | річка Даямантіна | 12 квітня 1943  | 6 квітня 1944   | 27 квітня 1945    | 21 лютого 1980 року збережений як корабель-музей у військово-морському музеї Квінсленда                                    |
| 5 | «Гаскойн»    | Morts Dock & Engineering Co. Ltd., Сідней    | K354          | річка Гаскойн    | 3 липня 1942    | 20 лютого 1943  | 18 листопада 1943 | 1 лютого 1966 року виведений зі складу флоту; 15 лютого 1972 року проданий на брухт                                        |
| 6 | «Гоксбері»   | Morts Dock & Engineering Co. Ltd., Сідней    | K363          | річка Гоксбері   | 24 серпня 1942  | 24 липня 1943   | 5 липня 1944      | 15 лютого 1972 року проданий на брухт                                                                                      |
| 7 | «Лаклан»     | Morts Dock & Engineering Co. Ltd., Сідней    | K364          | річка Лаклан     | 22 березня 1943 | 25 березня 1944 | 14 лютого 1945    | 5 жовтня 1949 року переданий до Королівського флоту Нової Зеландії, як HMNZS Lachlan. У лютому 1972 року проданий на брухт |
| 8 | «Маккуарі»   | Morts Dock & Engineering Co. Ltd., Сідней    | K532          | річка Маккуарі   | 3 грудня 1943   | 3 березня 1945  | 7 грудня 1945     | 5 липня 1972 року проданий на брухт                                                                                        |

### Група II (Австралія)
| № | Корабель    | Виготовлювач                            | Номер вимпелу | На честь        | Закладено      | Спущено          | У строю        | Статус                                 |
| - | ----------- | --------------------------------------- | ------------- | --------------- | -------------- | ---------------- | -------------- | -------------------------------------- |
| 1 | «Кондемайн» | New South Wales State Dockyard, Ньюкасл | K698          | річка Кондемайн | 30 жовтня 1943 | 4 листопада 1944 | 22 лютого 1946 | 21 вересня 1961 року проданий на брухт |
| 2 | «Кульгоа»   | HMA Naval Dockyard, Мельбурн            | K408          | річка Кульгоа   | 15 липня 1943  | 22 вересня 1944  | 1 квітня 1947  | 15 лютого 1972 року проданий на брухт  |
| 3 | «Мерчисон»  | Evans Deakin and Company, Брисбен       | K442          | річка Мерчисон  | 3 червня 1943  | 31 жовтня 1944   | 17 грудня 1945 | 21 вересня 1961 року проданий на брухт |
| 4 | «Шолгевен»  | Evans Deakin and Company, Брисбен       | K535          | річка Шолгевен  | 18 грудня 1943 | 14 грудня 1944   | 2 травня 1946  | у січні 1962 року проданий на брухт    |

- Решта кораблів серії — 10 одиниць — будівництво припинено у квітні-червні 1944 року.

### Група (Канада)
| №  | Корабель           | Виготовлювач                                    | Номер вимпелу | На честь               | Закладено         | Спущено           | У строю                              | Статус |
| -- | ------------------ | ----------------------------------------------- | ------------- | ---------------------- | ----------------- | ----------------- | ------------------------------------ | --- |
| 1  | «Аннан»            | Canadian Vickers Ltd., Монреаль                 | K297          | річка Аннан            | 16 березня 1942   | 12 вересня 1942   | 16 грудня 1942                       | колишній британський фрегат HMS Annan. 1942 році переданий ВМС США як USS Natchez (PG-102). 1947 році переданий ВМС Домініканської Республіки, як Juan Pablo Duarte. |
| 2  | «Аннан» (2)        | Hall, Russell & Company, Абердин                | K404          | річка Аннан            | 10 червня 1943    | 29 грудня 1943    | 13 січня 1944                        | колишній британський фрегат HMS Annan. 20 червня 1945 року повернутий Британії. 27 листопада 1945 року переданий ВМС Данії як HDMS Niels Ebbesen (F339); 1963 році розібраний на брухт |
| 3  | «Антігоніш»        | Yarrow Shipbuilders, Іскваймолт                 | K661          | Антігоніш              | 2 жовтня 1943     | 10 лютого 1944    | 4 липня 1944                         | 1946 році виведений до резерву. 12 жовтня 1957 року введений до строю як HMCS Antigonish (FFE 301) після проведення модернізації за програмою фрегата типу «Престоніан». 1968 році розібраний на брухт |
| 4  | «Бікон-Гілл»       | Yarrow Shipbuilders, Іскваймолт                 | K407          | Бікон-Гілл             | 16 липня 1943     | 6 листопада 1943  | 16 травня 1944                       | 1946 році виведений до резерву. 21 грудня 1957 року введений до строю як HMCS Beacon Hill (FFE 303) після проведення модернізації за програмою фрегата типу «Престоніан». 1968 році розібраний на брухт |
| 5  | «Бакінгем»         | Davie Shipbuilding, Лозон                       | K685          | Бакінгем               | 11 листопада 1943 | 28 квітня 1944    | 2 листопада 1944                     | 16 листопада 1945 року виведений до резерву. 25 червня 1954 року введений до строю як HMCS Buckingham (FFE 314) після проведення модернізації за програмою фрегата типу «Престоніан». 1966 році розібраний на брухт |
| 6  | «Кап-де-ла-Мадлен» | Morton Engineering and Dry Dock Company, Квебек | K663          | Кап-де-ла-Мадлен       | 5 листопада 1943  | 13 травня 1944    | 30 вересня 1944                      | 25 листопада 1945 року виведений до резерву. 7 грудня 1954 року введений до строю як HMCS Cap de la Madeleine (FFE 317) після проведення модернізації за програмою фрегата типу «Престоніан». 1966 році розібраний на брухт |
| 7  | «Кейп-Бретон»      | Morton Engineering and Dry Dock Company, Квебек | K350          | Кейп-Бретон            | 5 травня 1942     | 24 листопада 1942 | 25 жовтня 1943                       | 1947 році проданий на брухт |
| 8  | «Капілано»         | Yarrow Shipbuilders, Іскваймолт                 | K409          | Капілано               | 18 листопада 1943 | 8 квітня 1944     | 25 серпня 1944                       | 25 листопада 1945 року виведений до резерву; 8 грудня 1953 року затонув під час буксирування біля берегів Куби |
| 9  | «Карплейс»         | Davie Shipbuilding, Лозон                       | K664          | Карлтон-Плейс          | 30 листопада 1943 | 6 липня 1944      | 13 грудня 1944                       | 13 листопада 1945 року виведений до резерву; 1946 році проданий ВМС Домініканської Республіки, як Presidente Trujillo (F101) |
| 10 | «Шарлоттаун»       | G T Davie, Лозон                                | K244          | Шарлоттаун             | 26 січня 1943     | 16 вересня 1943   | 28 квітня 1944                       | 25 березня 1947 року проданий на брухт |
| 11 | «Шібоуг»           | Yarrow Shipbuilders, Іскваймолт                 | K317          | Шібоуг                 | 19 березня 1943   | 17 серпня 1943    | 22 лютого 1944                       | 4 жовтня 1944 року торпедований U-1227 під час ескорту конвою ONS 33; притягнутий до Порт-Толбот. Визнаний повністю зруйнованим та списаний |
| 12 | «Коатікук»         | Davie Shipbuilding, Лозон                       | K410          | Коатікук               | 14 червня 1943    | 26 листопада 1943 | 25 липня 1944                        | 29 листопада 1945 року виведений зі складу флоту. 1948 році проданий на розбракування |
| 13 | «Данвер»           | Morton Engineering and Dry Dock Company, Квебек | K03           | Вердан                 | 3 травня 1942     | 10 листопада 1942 | 11 вересня 1943                      | 23 січня 1946 року виведений зі складу флоту. 1948 році затоплений як хвилеріз |
| 14 | «Іствью»           | Canadian Vickers Ltd., Монреаль                 | K665          | Іствью                 | 26 серпня 1943    | 17 листопада 1943 | 3 червня 1944                        | 17 січня 1946 року виведений зі складу флоту та затоплений як хвилеріз |
| 15 | «Еттрік»           | John Crown & Sons, Сандерленд                   | K254          | річка Еттрік           | 31 грудня 1941    | 5 лютого 1943     | 11 липня 1943                        | колишній британський фрегат HMS Ettrick. 30 травня 1945 року повернутий до флот Британії. У червні 1953 року списаний на брухт |
| 16 | «Форт-Ері»         | G T Davie, Лозон                                | K670          | Форт-Ері               | 3 листопада 1943  | 27 травня 1944    | 27 жовтня 1944                       | 22 листопада 1945 року виведений до резерву. 17 квітня 1956 року введений до строю як HMCS Fort Erie (FFE 312) після проведення модернізації за програмою фрегата типу «Престоніан». 1966 році розібраний на брухт |
| 17 | «Глейс Бей»        | G T Davie, Лозон                                | K414          | Глейс Бей              | 23 вересня 1943   | 26 квітня 1944    | 2 вересня 1944                       | 17 листопада 1945 року виведений до резерву. 1946 році проданий ВМС Чилі як Esmeralda (1944), пізніше Baquedano (1944) |
| 18 | «Гроу»             | Canadian Vickers Ltd., Монреаль                 | K518          | Джі Гроу               | 1 травня 1943     | 7 серпня 1943     | 4 грудня 1943                        | 25 лютого 1946 року виведений до резерву. 1948 році списаний на брухт |
| 19 | «Галловел»         | Canadian Vickers Ltd., Монреаль                 | K666          | Джі Гроу               | 22 листопада 1943 | 28 березня 1944   | 8 серпня 1944                        | 7 листопада 1945 року виведений до резерву. 1949 році переданий ВМС Ізраїлю як INS Miznak. 1952 році проданий до Королівських ВМС Цейлону як HMCyS Gajabahu |
| 20 | «Інч Аррен»        | Davie Shipbuilding, Лозон                       | K667          | Інч Пойнт              | 25 жовтня 1943    | 6 червня 1944     | 18 листопада 1944                    | 28 листопада 1945 року виведений до резерву. 23 серпня 1954 року введений до строю як HMCS Inch Arran (FFE 308) після проведення модернізації за програмою фрегата типу «Престоніан». 1970 році розібраний на брухт |
| 21 | «Жольєт»           | Morton Engineering and Dry Dock Company, Квебек | K418          | Жольєт                 | 19 липня 1943     | 12 листопада 1943 | 14 червня 1944                       | 1946 році проданий до складу ВМФ Чилі, як «Ікіке» |
| 22 | «Жонкьєр»          | G T Davie, Лозон                                | K318          | Жонкьєр                | 26 січня 1943     | 28 жовтня 1943    | 10 травня 1944                       | 4 грудня 1945 року виведений до резерву. 20 вересня 1956 року введений до строю як HMCS Jonquiere (FFE 318) після проведення модернізації за програмою фрегата типу «Престоніан». 1967 році розібраний на брухт |
| 23 | «Кірклейнд Лейк»   | Morton Engineering and Dry Dock Company, Квебек | K337          | Кірклейнд Лейк         | 16 листопада 1943 | 27 квітня 1944    | 21 серпня 1944                       | 14 грудня 1945 року виведений до резерву, 1947 році проданий на брухт |
| 24 | «Кокані»           | Yarrow Shipbuilders, Іскваймолт                 | K419          | Кокані                 | 25 серпня 1943    | 27 листопада 1943 | 6 червня 1944                        | 21 грудня 1945 року виведений до резерву, 1950 році переданий до ВМС Індії, перейменований на HMIS Bengal (K419); 1965 році списаний на брухт |
| 25 | «Ла Галлойз»       | Canadian Vickers Ltd., Монреаль                 | K668          | Галл                   | 10 серпня 1943    | 29 жовтня 1943    | 20 травня 1944                       | 6 грудня 1945 року виведений до резерву. 9 жовтня 1957 року введений до строю як HMCS La Hulloise (FFE 305) після проведення модернізації за програмою фрегата типу «Престоніан». 1966 році розібраний на брухт |
| 26 | «Ланарк»           | Canadian Vickers Ltd., Монреаль                 | K669          | Ланарк                 | 25 вересня 1943   | 10 грудня 1943    | 6 липня 1944                         | 24 жовтня 1945 року виведений до резерву. 15 квітня 1956 року введений до строю як HMCS Lanark (FFE 321) після проведення модернізації за програмою фрегата типу «Престоніан». 1966 році розібраний на брухт |
| 27 | «Ла-Саль»          | Davie Shipbuilding, Лозон                       | K519          | Ла-Саль                | 4 червня 1943     | 11 грудня 1943    | 29 червня 1944                       | 17 грудня 1945 року виведений зі складу флоту. 1948 році затоплений як хвилеріз |
| 28 | «Лозон»            | G T Davie, Лозон                                | K371          | Лозон                  | 2 липня 1943      | 10 червня 1944    | 30 серпня 1944                       | 7 листопада 1945 року виведений до резерву. 12 грудня 1953 року введений до строю як HMCS Lauzon (FFE 322) після проведення модернізації за програмою фрегата типу «Престоніан». 1964 році розібраний на брухт |
| 29 | «Леві»             | G T Davie, Лозон                                | K400          | Леві                   | 25 лютого 1943    | 26 листопада 1943 | 21 липня 1944                        | 21 лютого 1946 року виведений зі складу флоту. 1948 році затоплений як хвилеріз східніше острову Ванкувер |
| 30 | «Лонгьой»          | Canadian Vickers Ltd., Монреаль                 | K672          | Лонгьой                | 17 липня 1943     | 30 грудня 1943    | 18 травня 1944                       | 31 грудня 1945 року виведений зі складу флоту. 1947 році затоплений як хвилеріз біля острову Ванкувер |
| 31 | «Мейгог»           | Canadian Vickers Ltd., Монреаль                 | K673          | Мейгог                 | 16 червня 1943    | 22 вересня 1943   | 7 травня 1944                        | 20 грудня 1944 року торпедований у затоці Святого Лаврентія німецьким підводним човном U-1223 під час супроводження конвою ONS 33G; визнаний тотально зруйнованим та списаний на брухт |
| 32 | «Матан»            | Canadian Vickers Ltd., Монреаль                 | K444          | Матан                  | 23 грудня 1942    | 29 травня 1943    | 22 жовтня 1943                       | 2 листопада 1946 року виведений зі складу флоту. 1947 році затоплений як хвилеріз |
| 33 | «Міон»             | A. & J. Inglis Ltd., Глазго                     | K269          | Міон                   | 31 грудня 1942    | 4 серпня 1943     | 2 липня 1944                         | на етапі будівництва переданий до складу Королівського флоту Канади, як HMCS Meon. 23 квітня 1945 року повернутий до Великої Британії; 14 травня 1966 року списаний на брухт |
| 34 | «Монноу»           | Charles Hill & Sons, Бристоль                   | K441          | річка Монноу           | 28 вересня 1943   | 4 грудня 1943     | 11 травня 1944                       | 3 серпня 1944 року переданий до складу Королівського флоту Канади, як HMCS Monnow. 11 червня 1945 року повернутий Великій Британії. 1945 році переданий Данії, як HDMS Holger Danske |
| 35 | «Монреаль»         | Canadian Vickers Ltd., Монреаль                 | K319          | Монреаль               | 23 грудня 1942    | 12 червня 1943    | 12 листопада 1943                    | 15 жовтня 1945 року виведений зі складу флоту. 1947 році проданий на брухт |
| 36 | «Нін»              | Smiths Dock Co., Саут-Бенк                      | K270          | річка Нін              | 20 червня 1942    | 9 грудня 1942     | 8 квітня 1943                        | 4 червня 1944 року переданий канадському флоту. 11 червня 1945 року повернувся до Королівського ВМФ Великої Британії. У серпні 1955 року списаний на брухт |
| 37 | «Нью-Глазго»       | Yarrow Shipbuilders, Іскваймолт                 | K320          | Нью-Глазго             | 2 грудня 1942     | 23 червня 1943    | 23 грудня 1943                       | 4 листопада 1945 року виведений до резерву. 30 січня 1954 року введений до строю як HMCS New Glasgow (FFE 315) після проведення модернізації за програмою фрегата типу «Престоніан». 1967 році розібраний на брухт |
| 38 | «Нью-Вотерфорд»    | Yarrow Shipbuilders, Іскваймолт                 | K321          | Нью-Вотерфорд          | 17 грудня 1942    | 3 липня 1943      | 21 січня 1944                        | 7 березня 1946 року виведений до резерву. 31 січня 1958 року введений до строю як HMCS New Waterford (FFE 304) після проведення модернізації за програмою фрегата типу «Престоніан». 1967 році розібраний на брухт |
| 39 | «Оркні»            | Yarrow Shipbuilders, Іскваймолт                 | K448          | Оркні                  | 19 травня 1943    | 18 вересня 1943   | 18 квітня 1944                       | 22 січня 1946 року виведений до резерву. 1950 році переданий ВМС Ізраїлю як INS Mivtakh (K-28). 1952 році проданий до Королівських ВМС Цейлону як HMCyS Mahasena |
| 40 | «Утремон»          | Morton Engineering and Dry Dock Company, Квебек | K322          | Утремон                | 18 листопада 1942 | 3 липня 1943      | 27 листопада 1943                    | 5 листопада 1945 року виведений до резерву. 2 вересня 1955 року введений до строю як HMCS Outremont (FFE 310) після проведення модернізації за програмою фрегата типу «Престоніан». 1966 році розібраний на брухт |
| 41 | «Пенетанг»         | G T Davie, Лозон                                | K676          | Пенетангуїшин          | 22 вересня 1943   | 6 липня 1944      | 19 жовтня 1944                       | 10 листопада 1945 року виведений до резерву. 1 червня 1954 року введений до строю як HMCS Penetang (FFE 316) після проведення модернізації за програмою фрегата типу «Престоніан». 10 березня 1956 року позичений Королівським ВМС Норвегії, де перейменований на HNoMS Draug; 1959 році проданий Норвегії, 1966 році розібраний на брухт |
| 42 | «Порт-Колборн»     | Yarrow Shipbuilders, Іскваймолт                 | K326          | Порт-Колборн           | 16 грудня 1942    | 21 квітня 1943    | 5 грудня 1943                        | 7 листопада 1945 року виведений зі складу флоту. 1947 році проданий на брухт |
| 43 | «Паундмейкер»      | Canadian Vickers Ltd., Монреаль                 | K675          | Паундмейкер            | 29 січня 1944     | 21 квітня 1944    | 17 вересня 1944                      | 25 листопада 1945 року виведений зі складу флоту. 1947 році проданий ВМС Перу як BAP Teniente Ferré (F-3). 1966 році проданий на брухт |
| 44 | «Престоніан»       | G T Davie, Лозон                                | K662          | Престоніан             | 20 липня 1943     | 22 червня 1944    | 13 вересня 1944                      | 9 листопада 1945 року виведений до резерву. 22 серпня 1953 року введений до строю як HMCS Victoriaville (FFE 320) після проведення модернізації за програмою фрегата типу «Престоніан», як головний корабель цього типу. 24 квітня 1956 року проданий до Норвегії, як HNoMS Troll, 1972 році розібраний на брухт                          |
| 45 | «Принс-Руперт»     | Yarrow Shipbuilders, Іскваймолт                 | K672          | Принс-Руперт           | 1 серпня 1942     | 3 лютого 1943     | 30 серпня 1943                       | 15 січня 1946 року виведений зі складу флоту. 1948 році затоплений як хвилеріз біля Ройстона |
| 46 | «Ріббл»            | Blyth Shipbuilding Company, Блайт               | K525          | Ріббл                  | 31 грудня 1942    | 10 листопада 1943 | 24 липня 1944                        | 24 липня 1944 року переданий канадському флоту. 11 червня 1945 року повернувся до Королівського ВМФ Великої Британії. 9 липня 1957 року списаний на брухт |
| 47 | «Роял Маунт»       | Canadian Vickers Ltd., Монреаль                 | K677          | Маунт Роял             | 7 січня 1944      | 15 квітня 1944    | 25 серпня 1944                       | 17 листопада 1945 року виведений зі складу флоту. 1946 році проданий на брухт |
| 48 | «Ранніміді»        | Canadian Vickers Ltd., Монреаль                 | K678          | Ранніміді              | 11 вересня 1943   | 27 листопада 1943 | 14 червня 1944                       | 19 січня 1946 року виведений зі складу флоту. 1948 році затоплений як хвилеріз |
| 49 | «Сент-Джон»        | Canadian Vickers Ltd., Монреаль                 | K456          | Сент-Джон              | 28 травня 1943    | 25 серпня 1943    | 13 грудня 1943                       | 27 листопада 1945 року виведений зі складу флоту. 1947 році розібраний на брухт |
| 50 | «Сі Кліфф»         | Davie Shipbuilding, Лозон                       | K344          | Сі Кліфф               | 20 липня 1943     | 7 серпня 1944     | 26 вересня 1944                      | 28 листопада 1945 року виведений зі складу флоту. 30 березня 1946 році проданий ВМС Чилі як Covadonga, 1966 році списаний, 1987 році затоплений |
| 51 | «Спрінггілл»       | Yarrow Shipbuilders, Іскваймолт                 | K323          | Спрінггілл             | 5 травня 1943     | 7 вересня 1943    | 21 березня 1944                      | 1 грудня 1945 року виведений зі складу флоту. 1947 році розібраний на брухт |
| 52 | «Сент-Кетерінс»    | Yarrow Shipbuilders, Іскваймолт                 | K325          | Сент-Кетерінс          | 2 травня 1942     | 5 грудня 1942     | 31 липня 1943                        | 14 грудня 1945 року виведений до резерву. 1950 році перероблений на метеорологічний корабель. 1968 році розібраний на брухт |
| 53 | «Сен-П'єр»         | Davie Shipbuilding, Лозон                       | K680          | Авр-Сен-П'єр           | 30 червня 1943    | 1 грудня 1943     | 28 серпня 1944                       | 22 листопада 1945 року виведений до резерву. 1947 році проданий ВМС Перу як BAP Teniente Palacios (F-2). 1966 році проданий на брухт |
| 54 | «Сент-Стівен»      | Yarrow Shipbuilders, Іскваймолт                 | K454          | Сент-Стівен            | 5 жовтня 1943     | 6 лютого 1944     | 28 липня 1944                        | 30 січня 1946 року виведений до резерву. 1950 році перероблений на метеорологічний корабель. 1969 році проданий на перероблений на рибоконсервну плавучу базу |
| 55 | «Сан-Терес»        | Davie Shipbuilding, Лозон                       | K366          | Сан-Терес-де-Гасп      | 18 травня 1943    | 16 жовтня 1943    | 28 травня 1944                       | 2 листопада 1945 року виведений до резерву. 21 січня 1955 року введений до строю як HMCS Ste. Therese (FFE 309) після проведення модернізації за програмою фрегата типу «Престоніан». 1967 році проданий на брухт |
| 56 | «Стетлер»          | Canadian Vickers Ltd., Монреаль                 | K681          | Стетлер                | 31 травня 1943    | 9 жовтня 1943     | 7 травня 1944                        | 9 листопада 1945 року виведений до резерву. 2 лютого 1955 року введений до строю як HMCS Stettler (FFE 311) після проведення модернізації за програмою фрегата типу «Престоніан». 1966 році проданий на брухт |
| 57 | «Стоун Таун»       | Canadian Vickers Ltd., Монреаль                 | K531          | Сент Маріс             | 17 листопада 1943 | 28 березня 1944   | 21 липня 1944                        | 13 листопада 1945 року виведений до резерву. 1950 році перероблений на метеорологічний корабель. 1968 році проданий на брухт |
| 58 | «Штормон»          | Canadian Vickers Ltd., Монреаль                 | K327          | Штормон                | 23 грудня 1942    | 14 липня 1943     | 27 листопада 1943                    | 9 листопада 1945 року виведений до резерву. 1947 році проданий Аристотелю Онассісу і перероблений на розкішну яхту Christina O |
| 59 | «Стратадам»        | Yarrow Shipbuilders, Іскваймолт                 | K682          | Стратадам              | 6 грудня 1943     | 20 березня 1944   | 29 вересня 1944                      | 7 листопада 1945 року виведений до резерву. 1947 році переданий Уругваю; 1950 році переданий ВМС Ізраїлю як INS Misgav (K-30). |
| 60 | «Сассексвейль»     | Davie Shipbuilding, Лозон                       | K683          | Сассекс                | 15 листопада 1943 | 12 липня 1944     | 29 листопада 1944                    | 16 листопада 1945 року виведений до резерву. 8 серпня 1955 року введений до строю як HMCS Sussexvale (FFE 313) після проведення модернізації за програмою фрегата типу «Престоніан». 1967 році проданий на брухт |
| 61 | «Свонсі»           | Yarrow Shipbuilders, Іскваймолт                 | K328          | Свонсі                 | 15 липня 1942     | 19 грудня 1942    | 4 жовтня 1943                        | 30 січня 1946 року виведений до резерву. 14 листопада 1957 року введений до строю як HMCS Swansea (FFE 306) після проведення модернізації за програмою фрегата типу «Престоніан». 14 жовтня 1966 року проданий на брухт |
| 62 | «Тім»              | Smiths Dock Co., Саут-Бенк                      | K458          | річка Тім              | 25 травня 1943    | 11 листопада 1943 | 16 липня 1956 року списаний на брухт | 28 лютого 1944 року на етапі будівництва переданий Королівському ВМФ Канади, де отримав назву HMCS Teme. 29 березня 1945 року торпедований біля Лендс-Енд німецьким ПЧ U-315; визнаний тотально зруйнованим. 4 травня 1945 року повернутий до Великої Британії, 8 грудня 1945 року проданий на брухт                                      |
| 63 | «Тетфорд Майнз»    | Morton Engineering and Dry Dock Company, Квебек | K459          | Тетфорд Майнз          | 7 липня 1943      | 30 жовтня 1943    | 24 травня 1944                       | 1947 році проданий на брухт |
| 64 | «Торонто»          | Davie Shipbuilding, Лозон                       | K538          | Торонто                | 10 травня 1943    | 18 вересня 1943   | 6 травня 1944                        | 27 листопада 1945 року виведений до резерву. 26 листопада 1953 року введений до строю як HMCS Toronto (FFE 319) після проведення модернізації за програмою фрегата типу «Престоніан». 14 квітня 1956 року переданий ВМС Норвегії, як HMNoS Garm. 1977 році списаний на брухт                                                              |
| 65 | «Валліфілд»        | Morton Engineering and Dry Dock Company, Квебек | K329          | Салаберрі-де-Валліфілд | 30 листопада 1942 | 17 липня 1943     | 7 грудня 1943                        | 7 травня 1944 року затоплений біля мису Кейп-Рейс торпедами G7es німецького ПЧ U-548 під час супроводження конвою ONM 234 |
| 66 | «Вікторіявіль»     | G T Davie, Лозон                                | K684          | Вікторіявіль           | 2 грудня 1943     | 23 червня 1944    | 11 листопада 1944                    | 17 листопада 1945 року виведений до резерву. 25 вересня 1959 року введений до строю як HMCS Victoriaville (FFE 320) після проведення модернізації за програмою фрегата типу «Престоніан». 1974 році розібраний на брухт |
| 67 | «Васкес'ю»         | Yarrow Shipbuilders, Іскваймолт                 | K330          | Принс-Альберт          | 2 травня 1942     | 3 квітня 1943     | 16 червня 1943                       | 29 січня 1946 року виведений до резерву. 1947 році переданий до ВМС Індії, перейменований на HMIS Hooghly (K330) |
| 68 | «Вентворт»         | Yarrow Shipbuilders, Іскваймолт                 | K331          | Дармаут                | 11 листопада 1942 | 6 березня 1943    | 7 грудня 1943                        | 10 жовтня 1945 року виведений до резерву. 1947 році розібраний на брухт |

- Решта кораблів серії — 24 одиниць — будівництво припинено у грудні 1943 року.

### Військово-морські сили Вільної Франції
| № | Корабель         | Виготовлювач                      | Номер вимпелу | На честь           | Закладено         | Спущено           | У строю          | Статус |
| - | ---------------- | --------------------------------- | ------------- | ------------------ | ----------------- | ----------------- | ---------------- | --- |
| 1 | «Круа д'Лоррейн» | Smiths Dock Co., Саут-Бенк        | K258          | Лотаринзький хрест | 8 березня 1943    | 30 липня 1943     | 25 вересня 1944  | 25 вересня 1944 року переданий флоту Вільної Франції, як Croix de Lorraine (K258) (закладався як HMS Glenarm (K258), потім перейменований на HMS Strule (K258)) |
| 2 | «Адвенче»        | W. Simons & Co., Ренфрю           | K263          | Пригода            | 1 грудня 1942     | 30 листопада 1943 | 21 січня 1944    | 21 січня 1944 року переданий флоту Вільної Франції, як L'Aventure (K263) (закладався як HMS Braid (K263))                                                       |
| 3 | «Ескармо»        | Blyth Shipbuilding Company, Блайт | K267          |                    | 30 травня 1942    | 1 червня 1943     | 3 березня 1944   | 3 березня 1944 року переданий флоту Вільної Франції, як L'Escarmouche (K267) (закладався як HMS Frome (K267)). 1960 році списаний на брухт                      |
| 4 | «Ескармо»        | Henry Robb Ltd., Літ              | K370          |                    | 18 листопада 1942 | 18 червня 1943    | 3 листопада 1943 | у лютому 1944 року переданий ВМС Вільної Франції, як La Découverte (K370). 1959 році списаний, використовується як навчальне пожежне судно поблизу Керкевіля    |
| 5 | «Торрідж»        | Blyth Shipbuilding Company, Блайт | K292          |                    | 17 жовтня 1942    | 16 серпня 1943    | 6 червня 1944    | 6 червня 1944 року переданий флоту Вільної Франції, як La Surprise (K292). 1964 році проданий ВМС Марокко, де перейменований на королівську яхту Al Maouna      |
| 6 | «Мойола»         | Smiths Dock Co., Саут-Бенк        | K260          |                    | 9 лютого 1942     | 27 серпня 1942    | 15 січня 1943    | 15 жовтня 1944 року переданий до ВМС Вільної Франції, як Tonkinois (K260)                                                                                       |

### Королівські військово-морські сили Нідерландів
| № | Корабель | Виготовлювач            | Номер вимпелу | На честь                      | Закладено      | Спущено        | У строю | Статус |
| - | -------- | ----------------------- | ------------- | ----------------------------- | -------------- | -------------- | ------- | --- |
| 1 | «Ріббл»  | W. Simons & Co., Ренфрю | K251          | Йоган Мауріц ван Нассау-Зіген | 29 грудня 1942 | 23 квітня 1943 |         | на етапі будівництва переданий Королівським ВМС Нідерландів, де отримав назву HNLMS Johan Maurits van Nassau |

### Військово-морські сили Південно-Африканської Республіки
| № | Корабель | Виготовлювач                     | Номер вимпелу | На честь     | Закладено      | Спущено        | У строю        | Статус |
| - | -------- | -------------------------------- | ------------- | ------------ | -------------- | -------------- | -------------- | --- |
| 1 | «Свель»  | Smiths Dock Co., Саут-Бенк       | K217          | річка Свель  | 19 серпня 1941 | 16 січня 1942  | 24 червня 1942 | 26 липня 1945 року переданий до ВМС Південної Африки, як HMSAS Swale. У січні 1946 року повернутий до Королівського флоту Великої Британії. 26 лютого 1955 року списаний на брухт    |
| 2 | «Тівіот» | Hall, Russell & Company, Абердин | K222          | річка Тівіот | 4 жовтня 1941  | 12 жовтня 1942 | 30 січня 1943  | 10 червня 1945 року переданий до ВМС Південної Африки, як HMSAS Teviot. У січні 1946 року повернутий до Королівського флоту Великої Британії. 29 березня 1955 року списаний на брухт |

### ВМС США
| № | Корабель | Виготовлювач                    | Номер вимпелу | На честь | Закладено       | Спущено         | У строю        | Статус |
| - | -------- | ------------------------------- | ------------- | -------- | --------------- | --------------- | -------------- | --- |
| 1 | «Ешвілл» | Canadian Vickers Ltd., Монреаль | K296          | Ешвілл   | 10 березня 1942 | 22 серпня 1942  | 1 грудня 1942  | на етапі будівництва переданий ВМС США, де отримав назву USS Asheville (PF-1). 25 лютого 1946 року списаний та проданий ВМС Аргентини, як Hercules, згодом Juan B. Azopardo. 1973 році розібраний на брухт |
| 2 | «Натчез» | Canadian Vickers Ltd., Монреаль | K297          | Натчез   | 16 березня 1942 | 12 вересня 1942 | 16 грудня 1942 | 1942 році переданий ВМС США як USS Natchez (PG-102). 1947 році переданий ВМС Домініканської Республіки, як Juan Pablo Duarte.                                                                              |